# Haliichthys taeniophorus
Haliichthys taeniophorus är en fiskart som beskrevs av Gray, 1859. Haliichthys taeniophorus ingår i släktet Haliichthys och familjen kantnålsfiskar. Inga underarter finns listade i Catalogue of Life.